# عبد الله آفجه
عبد الله آفجه (بالتركية: Abdullah Avcı) هو لاعب كرة قدم ومدرب كرة قدم تركي في مركز الهجوم، ولد في 31 يوليو 1963 في إسطنبول في تركيا. لعب مع إسطنبول سبور وتشايكور ريزه سبور ونادي قاسم باشا ونادي وفاء.

## وصلات خارجية
- عبد الله آفجه على موقع اتحاد تركيا (لاعب) (الإنجليزية)
- عبد الله آفجه على موقع اتحاد تركيا (مدرب) (الإنجليزية)
- عبد الله آفجه على موقع قاعدة بيانات كرة القدم.إي يو (الإنجليزية)
- عبد الله آفجه على موقع عالم كرة القدم.نت (الإنجليزية)